# 국제 인터넷 표준화 기구
국제 인터넷 표준화 기구(Internet Engineering Task Force, IETF)는 인터넷의 운영, 관리, 개발에 대해 협의하고 프로토콜과 구조적인 사안들을 분석하는 인터넷 표준화 작업기구이다.
인터넷 아키텍처 위원회(IAB)의 산하기구로 인터넷의 운영, 관리 및 기술적인 쟁점 등을 해결하는 것을 목적으로 망 설계자, 관리자, 연구자, 망 사업자 등으로 구성된 개방된 공동체이다. 주로 자발적인 참여와 논의 과정을 통하여 인터넷 관련 기술표준을 마련하고 있다.

## 역사
최초의(1차) IETF 회의는 1986년 1월 16일에 개최되었으며, 미국 정부의 후원을 받은 21명의 연구원이 참석했었다. 이 회의는 초기 GADS Tack Force의 활동을 위한 자리였다.
1990년까지 IETF 회의는 1년에 네 번 개최되었으나, 1991년부터는 세 번으로 줄어들었다. 4차 IETF 회의부터는 일반에도 공개되면서 비정부 기관의 대표자들도 IETF 회의에 참석하게 되었다. IETF의 주요 활동은 메일링 리스트를 통해 수행되며 관련자들이 반드시 회의에 참석해야 되는 것은 아니다.
1차 IETF 회의는 규모가 매우 작았는데 5차 회의까지 회의 참석자는 35명을 넘지 않았었고, 13차 회의까지도 최대 참석자는 120명이었다(12차 회의, 1989년 1월). 하지만 이후 IETF 회의 참석자의 수와 범위는 꾸준히 증가하여 2000년 12월 미국 샌디에이고에서 있었던 49차 IETF 회의에서는 약 3000명이 회의에 참석하였다. 2000년대 들어서는 평균적으로 약 1200명이 회의에 참석하고 있다.
1990년대 초, IETF는 미국 정부 활동에서 벗어나 독자적인 연구 단체로 바뀌었으며, 인터넷 협회와 연계하여 독립적인 국제 활동을 수행하고 있다.

## IETF 의장
IETF 의장은 RFC 3777에 기술된 NOMCOM 절차에 따라 선출되며 임기는 2년이다.
1993년 이전에는 IAB에서 IETF 의장을 선출했었다.
- 마이크 코리건 (Mike Corrigan) (1986)
- 필 그로스 (Phill Gross) (1986–1994)
- 폴 모카페트리스 (Paul Mockapetris) (1994–1996)
- 프레드 베이커 (Fred Baker) (1996–2001)
- 헤럴드 트바이트 알베스트란드 (Harald Tveit Alvestrand) (2001–2005)
- 브라이언 카펜터 (Brian Carpenter) (2005–2007)
- 러스 하우슬리 (Russ Housley) (2007–)[4]

## 같이 보기
- 웹 표준
- 인터넷 아키텍처 위원회(Internet Architecture Board)
- 인터넷 표준
- RFC
- 표준화